# Hyperolius lamottei
Hyperolius lamottei es una especie de anfibios de la familia Hyperoliidae.
Habita en Costa de Marfil, Guinea, Liberia, Senegal, Sierra Leona y posiblemente Guinea-Bissau.
Su hábitat natural incluye bosques tropicales o subtropicales secos y a baja altitud, sabanas secas, praderas húmedas o inundadas en algunas estaciones, praderas tropicales o subtropicales a gran altitud, pantanos, lagos intermitentes de agua dulce, marismas intermitentes de agua dulce, jardines rurales y zonas previamente boscosas ahora degradadas.